# غريتا غاربو
غريتا غاربو (بالإنجليزية: Greta Garbo) (اسمها عند الولادة غريتا لوفيسا غُسْتَافسون، 18 سبتمبر 1905 – 15 إبريل 1990) كانت ممثلة سويدية اشتهرت في عشرينيات القرن العشرين وثلاثينياته. في 1999 صنّفها معهد الفيلم الأمريكي خامسةَ في قائمة أعظم ممثلات السينما الهوليوودية الكلاسيكية.
بدأت مسيرتها التمثيلية بدور ثانوي في الفيلم السويدي غوستا برلينز ساجا (بالإنجليزية: The Saga of Gösta Berling). لفت أداؤها لويس ماير (كان الرئيس التنفيذي لشركة مترو غولدوين ماير)، فجلبها إلى هوليوود في 1925. جذبت الاهتمامات بأول فيلم أمريكي صامت لها تورنت (1926). وأداؤها في فيلمها الثالث فليش آند ذا ديفيل (1927) جعلها نجمة عالمية.
أول أفلامها الكلامية كان آنا كريستي (1930)، وحينئذ جذب مسوِّقو مترو غولدوين ماير الجماهير بشعار «غاربو تتكلم!»، وفي العام نفسه مثّلت في رومانس. ولأدائها فيهما، ترشحت أول ترشُّحاتها الثلاثة لنيل جائزة الأوسكار لأفضل ممثلة (قواعد الجائزة حينئذ لم تكن تتيح للممثل إلا أن يترشح ترشُّحًا واحدًا لأدائه في أكثر من فيلم). في 1932 أتاح لها نجاحها إملاء شروط عقدها، وزادت انتقائيتها لأدوارها. واصلت التمثيل، فمثلت في ماتا هاري (1931) والفندق الكبير (1932) وكوين كريستينا (1933).
كثير من النقاد ومؤرخي الأفلام يَعُدون تجسيدها لشخصية المحظية الشقية مارجريت جوتيير في كاميليا (1936) أفضل أدوارها. وبسببه ترشحت ثانيةً لنيل جائزة أوسكار. لكن مسيرتها انحدرت بعدئذ، وفي 1938 كانت من نجوم عديدين صُنِّفوا ضمن «سمّ شباك التذاكر». انتعشت مسيرتها عندما تحولت إلى الكوميديا في نينوتشكا (1939)، الذي ترشحت من أجله ترشحها الأوسكاريّ الثالث. لكن بعد فشل فيلمها تو فيسد وومان (1941) اعتزلت التمثيل في الخامسة والثلاثين، بعد مسيرة استمرت 28 عامًا.
بعد الاعتزال رفضت كل عروض العودة، وعاشت في خصوصية. كانت من هواة جمع التحف، فكان مما جمعته بعض أعمال أوجست رينوار وبيير بونرد وكيس فان دونغن، وقد بلغت قيمة مجموعتها عند وفاتها ملايين الدولارات.

## حداثتها
وُلدت غريتا لوفيسا غُسْتَافسون في سودِرمَالم بمدينة ستوكهولم السويدية، وكانت أمها هي آنا لوفيسا (اسم ما قبل الزواج يوهانسون. 1872–1944)، وكانت تعمل في مصنع مربّى، وكان أبوها هو كارل ألفريد غُسْتَافسون (1871–1920). وكانت هي ثالثة الأولاد وأصغرهم، بعد أخيها سفين ألفريد (1898–1967)، وأختها ألفا ماريا (1903–1926).

تقابل والداها في ستوكهولم، إذ كان أبوها قادمًا من فريناريد ليحقق استقلاليته، وعمل منظِّف شوارع وبقالًا وعاملًا في مصنع ومساعد جزار. تزوج آنا التي قدِمت من هُغسبي. كانت الأسرة في فقر مدقع، تعيش في شقة ثلاثية الحجرات باردة المياه في 32 بليكنيغاتان. ربَّيا أولادهما الثلاثة في حيّ من أفقر أحياء الطبقة العاملة. ومما تذكرته غاربو لاحقًا: 
ما كان أشد رماديتها تلك الليالي الشتائية الطويلة. يكون أبي جالسًا في ركن، يُخربِش شخصيات على جريدة. وفي الناحية الأخرى من الحجرة أمي تصلح هدومًا بين تنهيدة وأخرى. ونحن الأطفال نكون في تَسامُر مهموس أو جلوس صامت. كان القلق يملأ نفوسنا، كأن الهواء مُكهرَب. لا تَنسى تلك الليالي فتاةٌ حساسة. كانت البيوت حيث عشنا سواءً في الشكل، يقابلها في القبح كل شيء محيط. 
كانت غاربو طفلة خجولة غارقة في أحلام اليقظة. كانت تكره مدرستها، وفضّلت اللعب بمفردها. وكانت قائدة بفطرتها، واهتمت بالمسرح في حداثتها. فقادت أصحابها في ألعاب وأداءات من خيالها، وكانت تتطلع أن تصبح ممثلة. لاحقًا شاركت في مسرح هواة مع أصحابها، وكانت تتردد على مسرح موزاباكه. تخرجت في مدرستها وهي في الثالثة عشرة، وعلى عادة البنات حينئذ لم تلتحق بمدرسة ثانوية. ونتج عن هذا إصابتها بعقدة نقص على حد كلامها.
في شتاء 1919 فشت في ستوكهولم الإنفلونزا الإسبانية، وأصيب أبوها الذي كانت علاقتها به وثيقة، وفقد عمله، فاعتنت به وأدخلته مستشفًى ليتلقى علاجًا أسبوعيًّا. وفي 1920 مات حين كانت في الرابعة عشرة.

## سيرتها المِهنية

### البدايات (1920–1924)
كانت فتاة صابون في محل حلاقة (تغسل وجوه الزبائن بالصابون قبل الحلاقة)، قبل أن تعمل في مول پاب، تضطلع بطَلَبِيات وتعمل في قسم القبعات النسائية. صَممت قبعات لكتالوج المتجر، ثم عملت عارضة أزياء، وهو عمل أكثر ربحًا طبعًا. في 1920 اختارها مخرج إعلانات المتجر لتؤدي أدوارًا إعلانية لملابس نسائية. وعُرض أول إعلاناتها التجارية في 12 ديسمبر 1920. وفي 1922 لفتت المخرج إريك آرثر بِتشلر، فمنحها دورًا في فيلمه الكوميدي القصير بيتر ذا ترامب.
من 1922 إلى 1924 درَست في «مدرسة المسرح الدرامي الملكي التمثيلية» في ستوكهولم. وفي 1924 اختارها المخرج الفنلندي موريتز ستيلر لتلعب دور البطلة في غوستا برلينز ساجا (فيلم درامي مستوحًى من الرواية المشهورة التي كتبتها سلمى لاغرلوف الحائزة على جائزة نوبل) إلى جانب الممثل لارس هانسون. صار ستيلر مرشدها، ودرّبها على تمثيل الأفلام، وأشرف على كل نواحي حياتها المِهنية الوليدة. بعد دورها في غوستا مثلت في الفيلم الألماني دي فرويدلوسه غاسه (1925) الذي أخرجه جورج پابست وشاركتْها فيه آستا نيلسن.
تعددت الأقاويل عن أول عقد لها مع لويس ماير، الذي كان حينئذ نائب رئيس شركة مترو غولدوين ماير ومديرها العام. كان فكتور سيستروم مُخرِجًا سويديًّا محترمًا في مترو غولدوين ماير، وكان صديقًا لستيلر، فشجع ماير على مقابلته في رحلة إلى برلين. وفي ما حدث لاحقًا قولان: أولهما أن ماير، الذي كان دائم البحث عن موهبة جديدة، كان قد بحث أصلًا وكان مهتمًا بستيلر. وعرض عليه التعاون، لكن ستيلر اشترط أن تكون غاربو جزءًا من أي عقد، على قناعة بأنها ستكون قيِّمة لمسيرته. رفض ماير في البداية، قبل أن يقبل مشاهدة غوستا برلينج في عرض خاص. فاندهش من فوره بجاذبية غاربو، وصار اهتمامه بها أكبر منه بستيلر نفسه.

## روابط خارجية
- غريتا غاربو على موقع IMDb (الإنجليزية)
- غريتا غاربو على موقع الموسوعة البريطانية (الإنجليزية)
- غريتا غاربو على موقع مونزينجر (الألمانية)
- غريتا غاربو على موقع ألو سيني (الفرنسية)
- غريتا غاربو على موقع ميوزك برينز (الإنجليزية)
- غريتا غاربو على موقع تيرنر كلاسيك موفيز (الإنجليزية)
- غريتا غاربو على موقع أول موفي (الإنجليزية)
- غريتا غاربو على موقع قاعدة بيانات الأفلام السويدية (السويدية)
- غريتا غاربو على موقع إن إن دي بي (الإنجليزية)
- غريتا غاربو على موقع ديسكوغز (الإنجليزية)